# Endpoint
Endpoint，字面意义为：终点。

## 计算机
endpoint是指向web服务的API，该API可以是 [IP]:Port ，也可以是URL。

### AWS Service
Endpoint是指向web服务的一个URL实体。

### SOAP
在SOAP（Simple Object Access Protocol）中，endpoint是URL。该URL是，web服务监听器通过监听该URL，获取请求。

### Google Cloud
Endpoints是指分布式API管理系统。Endpoints提供API登陆控制台、记载日志、监控等。